# Sojus TM-1
Sojus TM-1 wurde am 21. Mai 1986 als erstes Raumschiff der Sojus-TM-Baureihe gestartet. Wie schon bei Einführung des T-Modells war der erste Start unbemannt und es erfolgte eine Kopplung an eine zu diesem Zeitpunkt unbemannte Raumstation, in diesem Fall die Mir. Am 30. Mai trennte sich das Raumschiff wieder von der Station und landete am selben Tag auf der Erde.